# 折茂武彦
折茂武彥（日语：／ Orimo Takehiko，1970年5月14日—），埼玉縣上尾市出生，前日本男子籃球运动员。於2017年11月4日成為日本男籃頂級聯賽中，歷史上第一個獲得10,000分的日本選手。

## 職業生涯
折茂武彦引退後被金氏世界紀錄認定為獲得全明星賽MVP最年長的球員（49歲249天）。
2020年6月，折茂武彦正式宣布退役。

## 外部連結
- 折茂武彦的X（前Twitter）
- 折茂武彦 Official的Instagram帳戶
- 折茂武彦 （页面存档备份，存于）（シンクロナス）